# Arbacia lixula
Arbacia lixula är en sjöborreart som tillhör släktet Arbacia och familjen Arbaciidae. Den är en reguljär sjöborre som förekommer i Medelhavet och i subtropiska och tropiska vatten i Atlanten, i västra Atlanten utanför Brasilien och i östra Atlanten runt ögrupperna Azorerna, Kanarieöarna, Kap Verde och Madeira, samt längs södra Europas kust norr om Gibraltarsundet (Spanien, Portugal, Frankrike) samt längs västra Afrikas kuster. Artens habitat är klippiga och steniga bottnar med kalkalger i grunda vatten nära kuster. Kalkalger är sjöborrens främsta föda. Sjöborren är vanligast ned till cirka 15 meters djup, men den kan hittas djupare, ned till 30 meter, ibland till och med 50 meter (maxdjup 80 meter). Den hittas oftast på vertikala ytor. Arten är huvudsakligen nattaktiv, men tolererar ganska starkt solljus, varför den kan observeras även mitt på dagen. Som fullvuxen kan sjöborrens kropp mäta upp till 6 centimeter i diameter och dess taggar kan bli 3 centimeter långa. De största individerna kan totalt sett mäta 11 centimeter. De fullvuxna sjöborrarna är mörka, svarta, i färgen, och artens trivialnamn betyder på flera språk "svart sjöborre". Unga sjöborrar är ljusare, brunaktiga, till färgen.
Arten beskrevs av Carl von Linné 1758 (under namnet Echinus lixula). Den fördes till släktet Arbacia av John Edward Gray 1835. Två underarter erkänns, nominatunderarten Arbacia lixula lixula (Linnaeus, 1758) och Arbacia lixula africana (Troschel, 1873).

## Bildgalleri

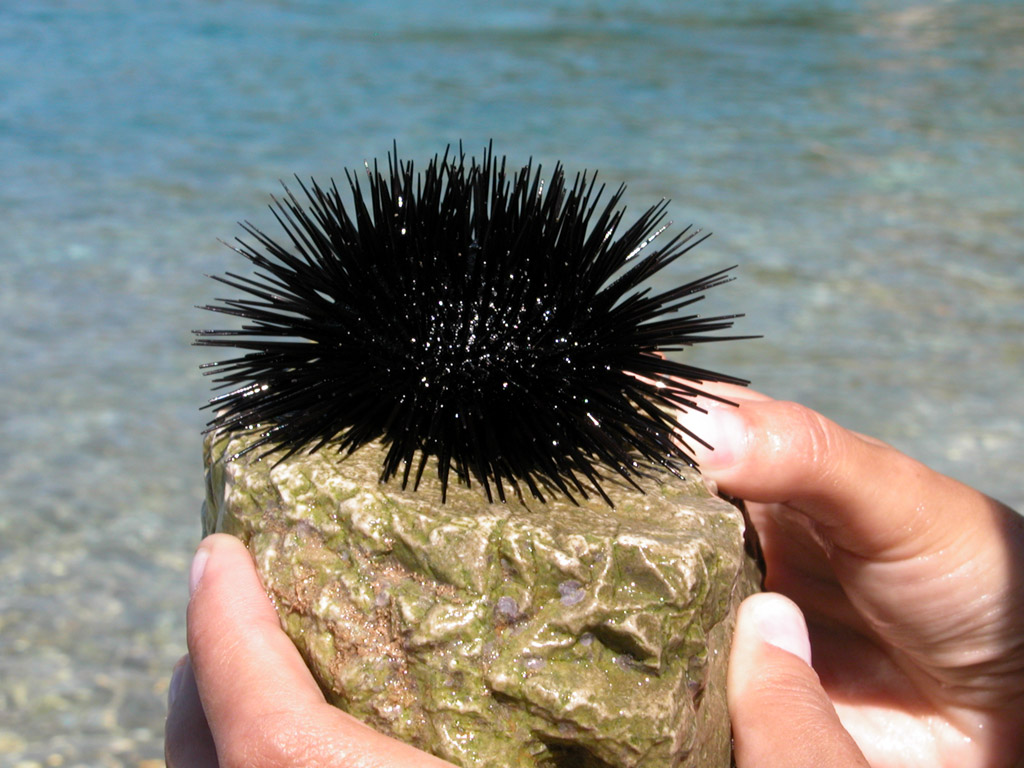
Arbacia lixula på en sten i profil. Notera att undersidan är något tillplattad, vilket ger en halvsfärisk profil, ett kännetecken för arten.[5] Bilden visar också sjöborrens storlek i jämförelse med en människas hand.
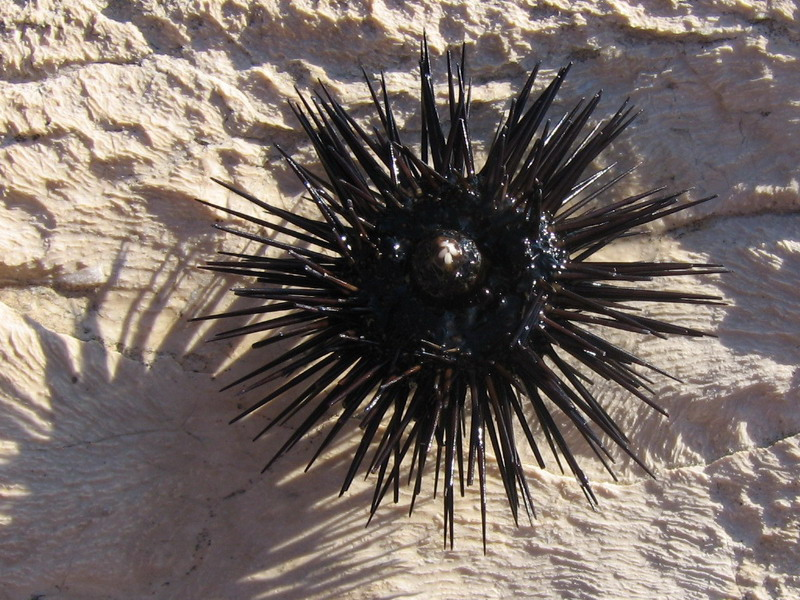
Undersidan hos Arbacia lixula. De vita tänderna i sjöborrens munapparat (Aristoteles lykta) kan ses nära undersidans mitt.
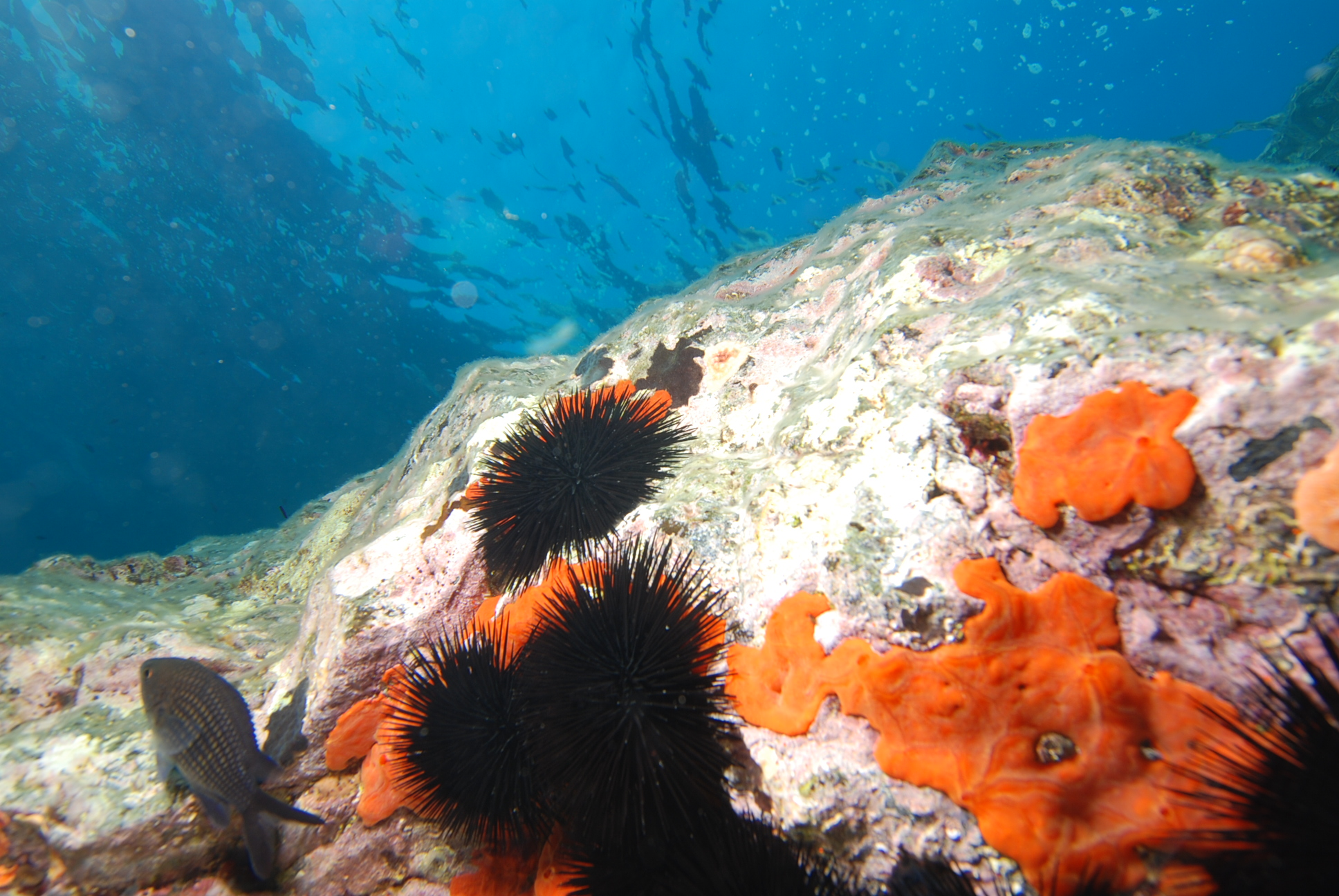
En grupp av Arbacia lixula i sitt naturliga habitat. Det är vanligt att observera denna sjöborre i grupper.[5] Grupperna kan bestå av dussintals, eller till och med hundratals, individer.
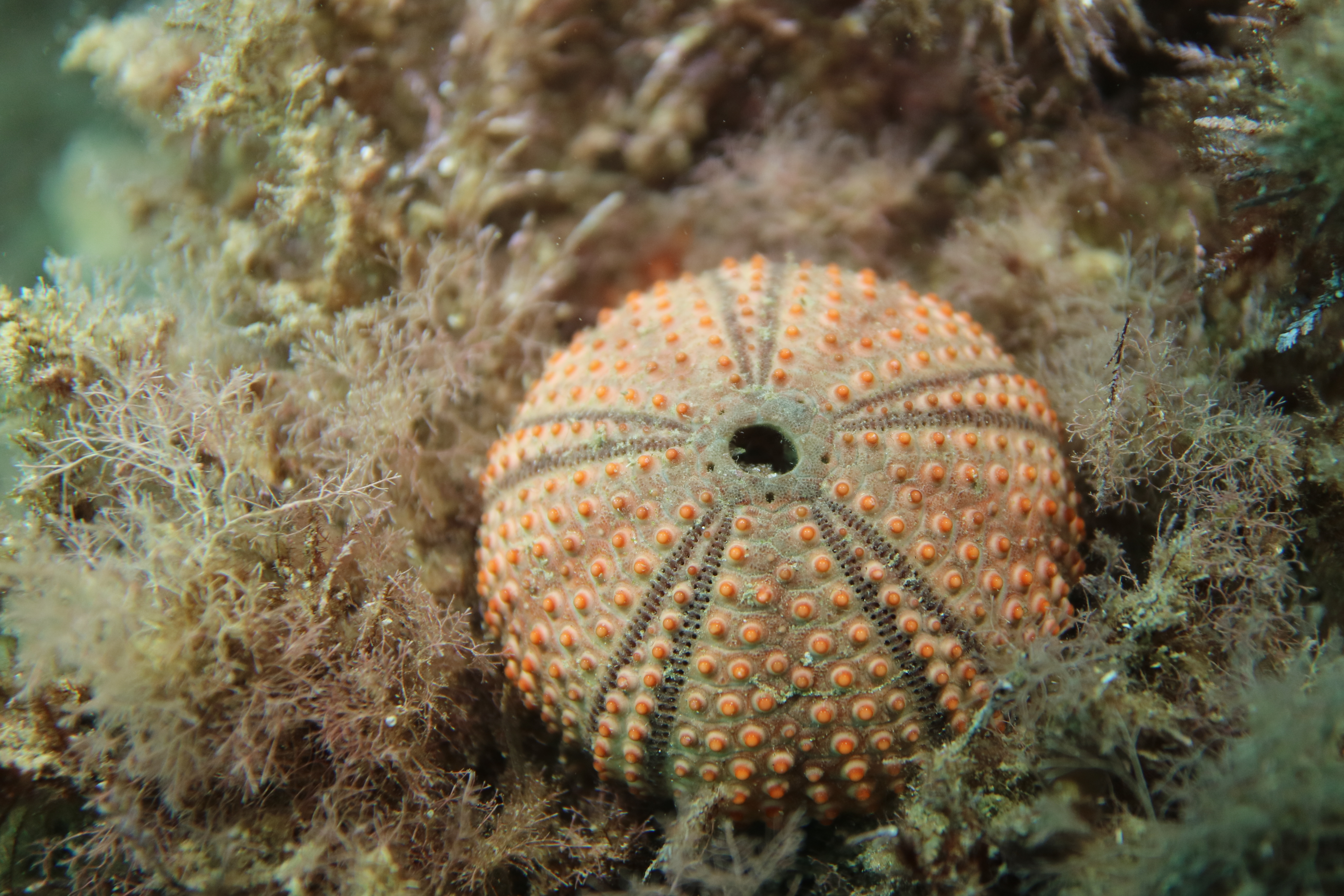
Skelett av Arbacia lixula.